# اسید کینورنیک
اسید کینورنیک Kynurenic acid یکی از فراورده‌های متابولیسم طبیعی اسید آمینه تریپتوفان است. مشخص شده‌است که این ترکیب خاصیت فعال‌کننده نورونی  neuroactive activity دارد. اسید کینورنیک دارای اثر آرام بخش و ضدتشنج بوده و احتمالاً این اثر را با مهار گیرنده‌های اسید آمینه‌های تحریکی ایجاد می‌کند. به دلیل این کارکرد، احتمال دارد این ماده آلی اثرات فیزیولوژیک و پاتولوژیک مهمی را اِعمال نماید؛ بنابراین اسید کینورنیک در درمان برخی اختلالات نورولوژیک مدنظر قرار گرفته‌است.
مکانیسم اثر:
- آنتاگونیست یونوتروپیک گیرنده‌های AMPA و NMDA و Kainate گلوتامات در غلظت 0.1 تا 2.5 میلی مولار
- آنتاگونیست غیر رقابتی NMDAR از جایگاه گلایسین
- آنتاگونیست گیرنده نیکوتینی α7 استیل کولین. این موضوع در بافت مشاهده نشد.
- عمل به عنوان لیگاند GPR35. یک متابولیت دیگر تیرپتوفان به نام 5-hydroxyindoleacetic acid از همین طریق عمل می‌کند.

سطوح بالایی از این ترکیب در افراد مبتلا یه  tick-borne encephalitis و شیزوفرنی و بیماری‌های مرتبط با HIV دیده می‌شود.
نقش در شیزوفرنی سال 2007 و به دلیل تأثیر بر فعالیت دوپامین و NMDAR در مغز میانی معرفی شد و از این رو بین دو فرضیه دوپانینی و گوتاماتی شیزوفرنی ارتباط برقرار کرد.
کاهش دادن میزان کینوریک اسید در مغز رت، به‌طور قابل ملاحظه ای شناخت را در آن‌ها افزایش میدهد.